# عماد خدابخش
عماد خدابخش تدوین‌گر سینما اهل ایران است. وی در سی و نهمین دوره جشنواره فیلم فجر برنده جایزه سیمرغ بلورین بهترین تدوین برای فیلم بی‌همه‌چیز شده‌است.

## فیلم‌شناسی

### سینما
- تمساح خونی (۱۴۰۲)
- بعد از رفتن (۱۴۰۱)
- شماره ۱۰ (۱۴۰۱)
- کت چرمی (۱۴۰۱)
- میان صخره‌ها (۱۴۰۰)
- شادروان (۱۴۰۰)
- سه جلد (۱۴۰۰)
- دو سگ (۱۴۰۰)
- یقه سفیدها (۱۳۹۹)
- کولبرف (۱۳۹۹)
- گل به خودی (۱۳۹۹)
- تک نوازی روی یخ‌های شناور (۱۳۹۹)
- بی‌آبان (۱۳۹۹)
- تصور (۱۳۹۹)
- آهو (۱۳۹۹)
- ابلق (۱۳۹۹)
- بی‌همه‌چیز (۱۳۹۹)
- زالاوا (۱۳۹۹)
- شب طلایی (۱۳۹۹)
- گیج‌گاه (۱۳۹۹)
- تی تی (۱۳۹۹)
- بی‌سر (۱۳۹۸)
- چشم‌وگوش‌بسته (۱۳۹۸)
- خروج (۱۳۹۸)
- دشمنان (۱۳۹۸)
- سرخ‌پوست (۱۳۹۷)
- آپاندیس (۱۳۹۶)
- کوپال (۱۳۹۵)
- لیلاج (۱۳۹۵)
- سکوت رعنا (۱۳۹۳)

### تلویزیون
- بدل (۱۴۰۲)
- سوران (۱۴۰۲)
- مستوران (۱۴۰۱)
- برنامه فیلم کوتاه (تهیه‌کننده) (۱۳۹۵)
- مستند فجر (تهیه‌کننده و کارگردان) (۱۳۹۴)

### مجموعه نمایش خانگی
- پدر گواردیولا (۱۴۰۲)
- رهایم کن (۱۴۰۱)
- آکتور (۱۴۰۱)
- حرفه‌ای (۱۴۰۰)

### فیلم کوتاه
- شوفر (۱۴۰۱)
- ونموس (۱۴۰۱)
- شیهه (۱۴۰۱)
- ارفاق (۱۴۰۰)
- زنی که شاعر بود (۱۴۰۰)
- کبود (۱۴۰۰)
- آیدنتی بای (۱۴۰۰)
- گربه‌ها (۱۴۰۰)
- کلاغ‌ها (۴۰۰)
- زن مرد نقاش (۱۳۹۹)
- زنان لجمن (۱۳۹۹)
- چپ دست (۱۳۹۹)
- جبرئیل (۱۳۹۹)
- رخنه (۱۳۹۹)
- بیداری (۱۳۹۹)
- غرامت (۱۳۹۹)
- من را نپوشان (۱۳۹۹)
- دابر (۱۳۹۸)
- تشریح (۱۳۹۸)
- تاریکی (۱۳۹۸)
- آن‌سوی دریاچه (کارگردان) (۱۳۹۷)
- زونا (۱۳۹۶)
- باران آهسته می‌بارد (۱۳۹۵)
- طبق عادت همیشگی (۱۳۹۴)

## جشنواره‌ها و جوایز
- برنده سیمرغ بلورین بهترین تدوین برای فیلم بی‌همه‌چیز در سی و نهمین دوره جشنواره فیلم فجر - ۱۳۹۹[۳]
- برنده جایزه بهترین تدوین برای فیلم ارفاق در مراسم جوایز آکادمی ایسفا - ۱۴۰۱[۴]
- برنده جایزه بهترین تدوین برای فیلم تشریح در دهمین جشن مستقل فیلم کوتاه ایران - ۱۳۹۸[۵]
- برنده نشان شایستگی بهترین تدوین فیلم کوتاه فیلم زونا در هشتمین دوره جشن مستقل فیلم کوتاه - ۱۳۹۶
- نامزد سیمرغ بلورین بهترین تدوین برای فیلم کت چرمی در چهل و یکمین دوره جشنواره بین‌المللی فیلم فجر - ۱۴۰۱
- نامزد بهترین تدوین برای فیلم کوتاه شیهه در سی‌ونهمین دوره جشنواره بین‌المللی فیلم کوتاه تهران - ۱۴۰۱[۶]
- نامزد بهترین تدوین برای فیلم بی‌همه‌چیز در چهاردهمین دوره جشن بزرگ منتقدان و نویسندگان سینمایی ایران - ۱۴۰۱[۷]
- نامزد بهترین تدوین برای فیلم ارفاق در سی و هشتمین جشنواره بین‌المللی فیلم کوتاه تهران - ۱۴۰۰[۸]
- نامزد سیمرغ بلورین بهترین تدوین برای فیلم گیج‌گاه در سی و نهمین دوره جشنواره فیلم فجر - ۱۳۹۹
- نامزد بهترین تدوین برای فیلم زن مرد نقاش در یازدهمین جوایز آکادمی فیلم کوتاه ایران - ۱۳۹۹[۹]
- نامزد بهترین تدوین برای فیلم جبرئیل در سی و هفتمین جشنواره بین‌المللی فیلم کوتاه تهران - ۱۳۹۹[۱۰]
- نامزد بهترین تدوین برای فیلم سرخ‌پوست در بیستمین جشن حافظ - ۱۳۹۹[۱۱]
- نامزد بهترین تدوین برای فیلم سرخ‌پوست در بیستمین جشن حافظ - ۱۳۹۸[۱۲]
- نامزد بهترین تدوین برای فیلم باران آهسته می‌بارد در دومین جشنواره فیلم کوتاه موج کیش - ۱۳۹۵[۱۳]